# Národní park Udawalawe
Národní park Udawalawe je národní park na hranici provincií Sabaragamuwa a Uva na Srí Lance. Park byl zřízen jako přírodní rezervace pro divoká zvířata, která byla vysídlena v důsledku výstavby přehrady Udawalawe na řece Walawe, a také jako ochrana povodí této přehrady. Rezervace se rozkládá na ploše 30 821 ha (119,00 km²) a byla zřízena 30. června 1972.
Před vyhlášením národního parku byla oblast využívána ke kopaničářskému cyklickému zemědělství (žďáření). Po vyhlášení národního parku byli zemědělci postupně vysídleni. Park se nachází 165 km od Kolomba. Udawalawe je významným biotopem vodních ptáků a slonů cejlonských. Je oblíbeným turistickým cílem a třetím nejnavštěvovanějším parkem v zemi.

## Fyzické vlastnosti
Udawalawe leží na pomezí srílanského suchého a vlhkého pásma. Topografii dominují roviny, i když se zde vyskytují i horské oblasti. Na severu parku se nachází pohoří Kalthota a vodopády Diyawini, uvnitř parku leží výběžky Bambaragala a Reminikotha. Roční úhrn srážek v parku je 1500 mm, z nichž většina spadne v říjnu až lednu a březnu až květnu. Průměrná roční teplota se pohybuje kolem 27–28 °C a relativní vlhkost vzduchu se pohybuje od 70 % do 83 %. Převládajícím půdním typem je dobře odvodňovaná červenohnědá půda, na dně údolí se vyskytují špatně odvodněné málo humózní šedé půdy. Koryta vodních toků tvoří převážně aluviální půdy.

## Ekologie
V okolí přehrady se nacházejí bažiny, řeka Walawe a její přítoky, lesy a travní porosty. Mrtvé stromy stojící v nádrži jsou vizuální připomínkou rozsahu lesních porostů před výstavbou přehrady Udawalawe. V nádrži se vyskytují zelené řasy, včetně druhů Pediastrum a Scenedesmus, a druhy sinic, jako je Microsystis. Hojně se vyskytují plochy otevřených travnatých ploch, které jsou důsledkem dřívějších způsobů hospodaření, tedy žďáření. Za jižní hranicí pod přehradou se nachází plantáž týkového dřeva, která byla vysázena před vyhlášením parku. V parku bylo zaznamenáno 94 druhů rostlin, 21 druhů ryb, 12 druhů obojživelníků, 33 druhů plazů, 184 druhů ptáků (z toho 33 stěhovavých) a 43 druhů savců. Mezi bezobratlými živočichy nalezenými v Udawalawe je 135 druhů motýlů.

## Flora
Hopea cordifolia, Memecylon petiolatum, Erythroxylon zeylanicum a Jasminum angustifolium jsou endemické rostlinné druhy zaznamenané v parku. Hopea cordifolia se vyskytuje podél řeky spolu s druhem Terminalia arjuna. Panicum maximum a Imperata cylindrica jsou důležitými zdroji potravy pro slony. Mezi běžně se vyskytující vyšší stromy patří Chloroxylon swietenia, Berrya cordifolia, Diospyros ebenum, Adina cordifolia, Vitex pinnata, Schleichera oleosa a Diospyros ovalifolia. V lese se vyskytují léčivé rostliny Terminalia bellirica a smuteň lékařská. Na pastvinách se běžně vyskytují travní druhy Cymbopogon confertiflorus a keře Grewia tiliifolia.

## Fauna

### Savci
Udawalawe je důležitým biotopem pro slony cejlonské, které je v otevřených biotopech poměrně obtížné spatřit. Mnoho slonů do parku přitahuje vodní nádrž Udawalawe, kde se předpokládá, že u ní trvale žije stádo čítající asi 250 jedinců. V roce 1995 byl v parku založen přechodový sloninec Udawalawe Elephant Transfer Home, který se stará o opuštěná sloní mláďata. V letech 1998 a 2000 bylo vypuštěno do parku celkem devět mláďat, když byla dostatečně stará, aby se o sebe dokázala postarat sama, a dalších osm pak v roce 2002.
Čeleď kočkovitých šelem je v parku Udawalawe zastoupena kočkou cejlonskou, kočkou rybářskou a levhartem cejlonským. Medvěd pyskatý srílanský je kvůli své vzácnosti vidět jen zřídka. Mezi další druhy savců patří srílanský poddruh sambara indického, axis cejlonský, muntžak sundský, kančil indický, divoké prase a vodní buvol. V parku žije také šakal obecný, oviječ skrvnitý, makak bandar, hulman Semnipithecus priam a zajíc černotýlý. Studie provedená v roce 1989 zjistila, že v lesích Udawalawe žije značný počet oviječů zlatých. V parku bylo zaznamenáno také pět druhů myší. V roce 1989 byla v Udawalawe zaznamenána endemická myš Mus fernandoni, známá z národního parku Yala. V národním parku byla zaznamenána také krysa křovinná a tři druhy mangust.

### Ptáci
Udawalawe je také dobrou lokalitou pro pozorování ptáků. Mezi hnízdícími ptáky jsou například endemité, jako je kur dvouostruhý, kukačka červenolící, zoborožec srílanský, timálie hnědohlavá a kur srílanský. Vzácně se vyskytuje migrující konipas bílý a ledňáček černohlavý. Nádrž navštěvuje řada vodních ptáků, včetně kormoránů, pelikána skvrnozobého, zejozoba asijského, nesyta indického, ibise černohlavého a kolpíka bílého.
Otevřený park láká dravé ptáky, jako je orel bělobřichý, orlík chocholatý, orel šedohlavý, orel nejmenší a orel proměnlivý. Hojně se zde vyskytují také suchozemští ptáci, jako je mandelík indický, páv korunkatý, zoborožec malabarský a kukačka černobílá.

### Plazi a ptáci
V parku se vyskytují lepoještěr pestrý, Calotes ceylonensis, krokodýl bahenní, varan skvrnitý, varan bengálský a 30 druhů hadů. V parku byl zaznamenán endemický druh ryby parmička cejlonská. Důležitými lovenými druhy ryb, které se v nádrži vyskytují, jsou introdukované druhy tlamounů, gurama velká, katla obecná a labeo avanské.

## Ochrana
Kácení přirozených lesů a vysazování jednodruhových kultur, jako je borovice a eukalyptus, způsobuje snižování hladiny vody v řece Walawe. Velkou hrozbou pro park jsou zásahy vlivem lidských sídel, pytláctví, nelegální těžba dřeva, těžba drahokamů, vypasení a žďáření. Libora proměnlivá a Phyllanthus polyphyllus jsou invazivní plevele, které ovlivňují živné rostliny slonů. Byly zaznamenány případy zastřelení slonů nelegálními předovkami.

## Turismus
Za šest měsíců do srpna 2009 dosáhl park příjmů ve výši 18,2 milionu rupií. V letech 1994–2001 navštívilo park přibližně 423 000 lidí, z toho 20 % cizinců. V letech 1998–2001 činily průměrné roční příjmy 280 000 USD. Dne 31. října 2007 byly v sérii „Národní parky Srí Lanky“ vydány poštovní známky s vyobrazením čtyř divokých zvířat z Udawalawe.